# Municipio de Smithfield (Ohio)
El municipio de Smithfield (en inglés: Smithfield Township) es un municipio ubicado en el condado de Jefferson en el estado estadounidense de Ohio. En el año 2010 tenía una población de 3473 habitantes y una densidad poblacional de 35,58 personas por km².

## Geografía
El municipio de Smithfield se encuentra ubicado en las coordenadas 40°13′25″N 80°48′2″O / 40.22361, -80.80056. Según la Oficina del Censo de los Estados Unidos, el municipio tiene una superficie total de 97.61 km², de la cual 97,29 km² corresponden a tierra firme y (0,33 %) 0,33 km² es agua.

## Demografía
Según el censo de 2010, había 3473 personas residiendo en el municipio de Smithfield. La densidad de población era de 35,58 hab./km². De los 3473 habitantes, el municipio de Smithfield estaba compuesto por el 94,56 % blancos, el 3,54 % eran afroamericanos, el 0,03 % eran asiáticos, el 0,03 % eran isleños del Pacífico, el 0,14 % eran de otras razas y el 1,7 % eran de una mezcla de razas. Del total de la población el 0,98 % eran hispanos o latinos de cualquier raza.